# حزب الأمل (المغرب)
حزب الأمل (بالفرنسية: Parti de l'Espoir)‏ هو حزب سياسي في المغرب. أُنشأ في 13 نوفمبر 1999 من قبل محمد بني ولد بركة، وهو أيضًا أمين عام الحزب الحالي.
لم يفز الحزب بأي مقاعد في الانتخابات البرلمانية التي أجريت في 7 سبتمبر 2007.
الحزب لديه حركة مركزية ليبرالية، ويصف نفسه بأنه حزب يدعم الملكية الدستورية، والاختيار الديمقراطي. الحزب لديه منذ 2011 صحيفة تحمل نفس الاسم.